# Bastiaan de Greef

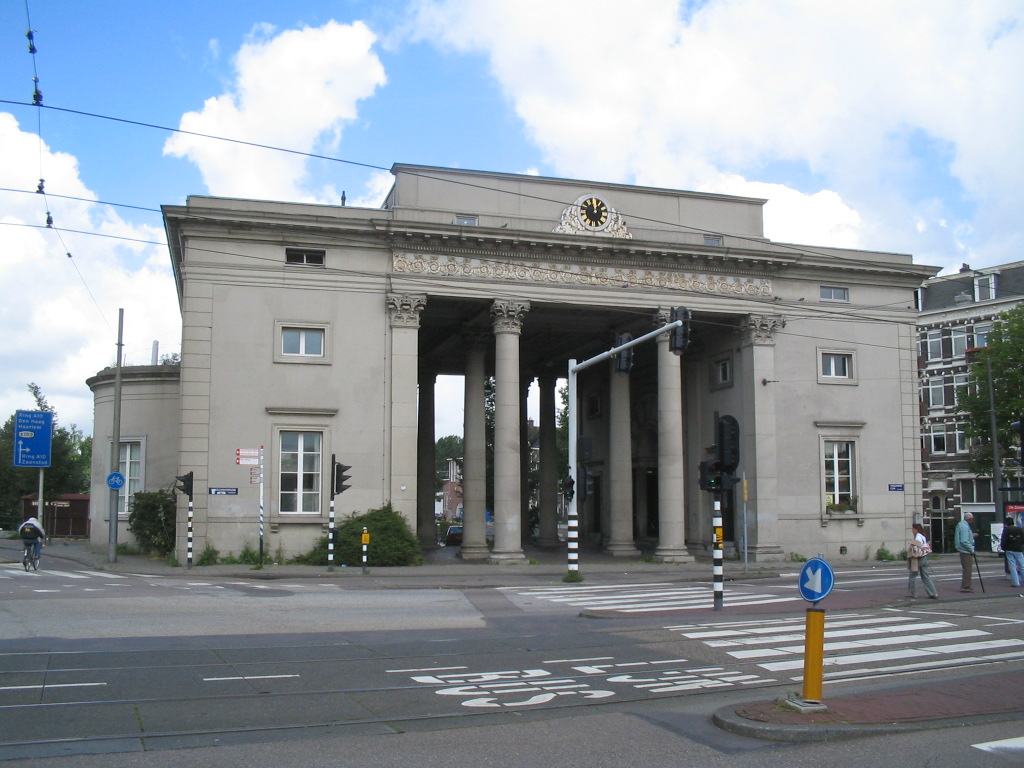
Willemspoort. 1840.

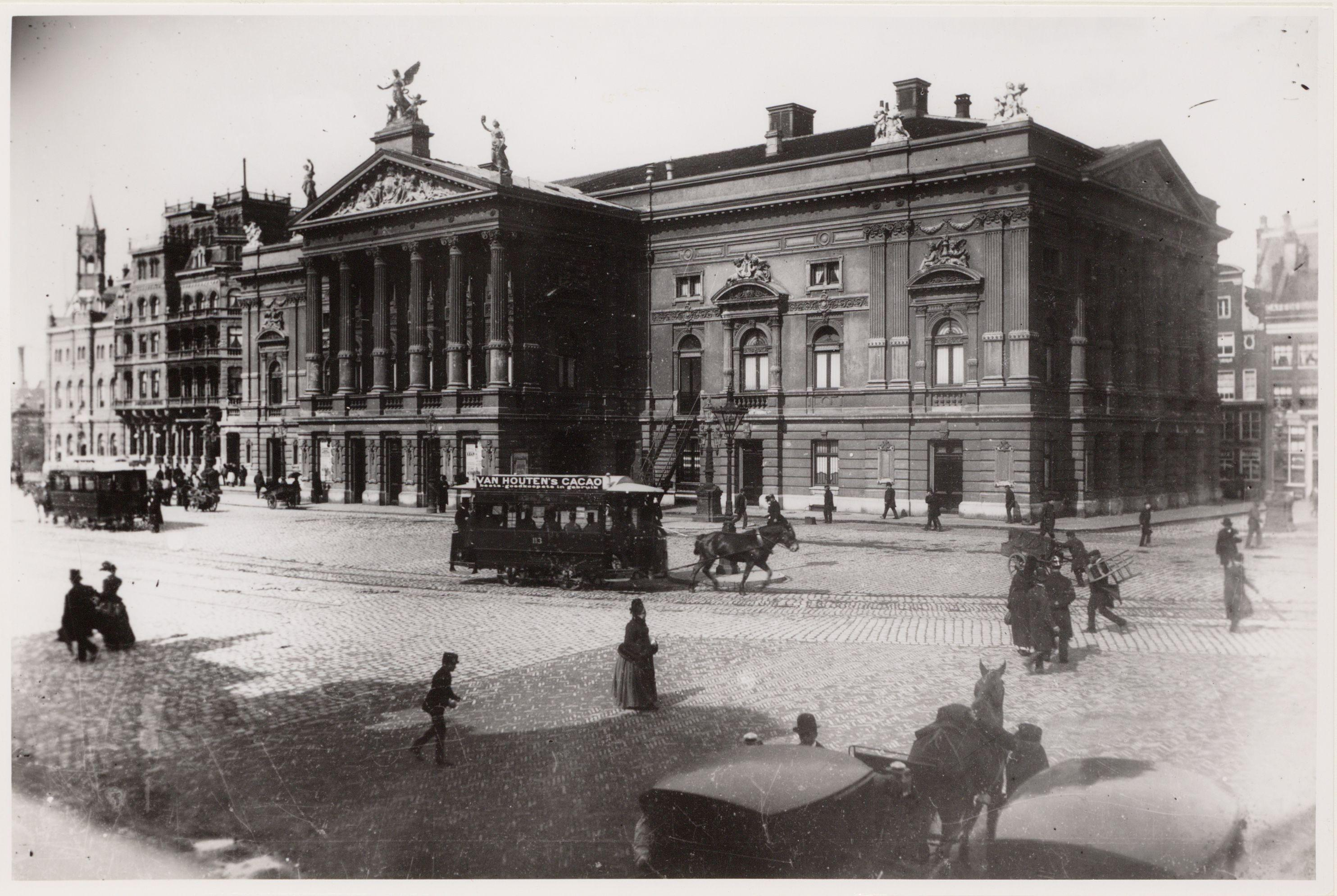
Stadsschouwburg, Leidseplein, Amsterdam. 1874.

Bastiaan de Greef (Den Haag, 9 februari 1818 – Amsterdam, 16 december 1899) was een Nederlands bouwkundige en van 1834-1890 stadsarchitect van Amsterdam. Hij noemde zichzelf, als eerbetoon aan zijn vader, Bastiaan de Greef Janszoon.

## Leven en werk
Bastiaan de Greef was zoon van de 'architect des konings paleizen' Jan de Greef en werd geboren in Paleis Noordeinde, dat toen door zijn vader verbouwd werd. Toen zijn vader in 1820 stadsbouwmeester van Amsterdam werd, vestigde hij zich met zijn gezin aan de Timmertuin in Amsterdam. De Greef volgde tekenlessen van zijn vader en aan de Academie, die destijds gevestigd was in de zalen boven de Beurs van Hendrick de Keyser op het Rokin en geleid werd door Martinus Gerardus Tétar van Elven.
Op 16 december 1834, kort na het overlijden van zijn vader, kwam hij in dienst van het 'stads fabrieksambt' van de gemeente Amsterdam. Hier was hij betrokken bij de bouw van de Willemspoort, die officieel op naam staat van architect Alewijn, maar waarschijnlijk de facto door De Greef als assistent-architect ontworpen is. Ook gaf hij van 1841 tot 1845 leiding aan de bouw van de Beurs van Zocher, bijgestaan door o.a. A.N. Godefroy. Drie jaar na de opening van de beurs bouwde De Greef de overkapping van het binnenhof, wat echter niet meeviel, omdat in het revolutiejaar 1848 ook in Amsterdam opstanden uitbraken en men het bouwmateriaal voor de overkapping als projectielen dreigde te gebruiken. In deze periode werd ook het ontvangstgebouw op de Westerbegraafplaats gebouwd.
In 1856 werd het 'stads fabrieksambt', dat qua organisatie sinds de 16e eeuw niet veel veranderd was, vervangen door de Dienst der Publieke Werken. De commissaris werd vervangen door een wethouder en het technisch beheer werd opgedragen aan een stadsarchitect, een stadsingenieur en een directeur. De Greef werd stadsarchitect, terwijl Van der Sterr stadsingenieur en Verhey († 1873) directeur werd. In haar beginjaren kreeg de Dienst der Publieke Werken weinig opdrachten. Dit veranderde in 1880, waarna het aantal opdrachten steeds verder opliep en daarmee ook het aantal medewerkers.

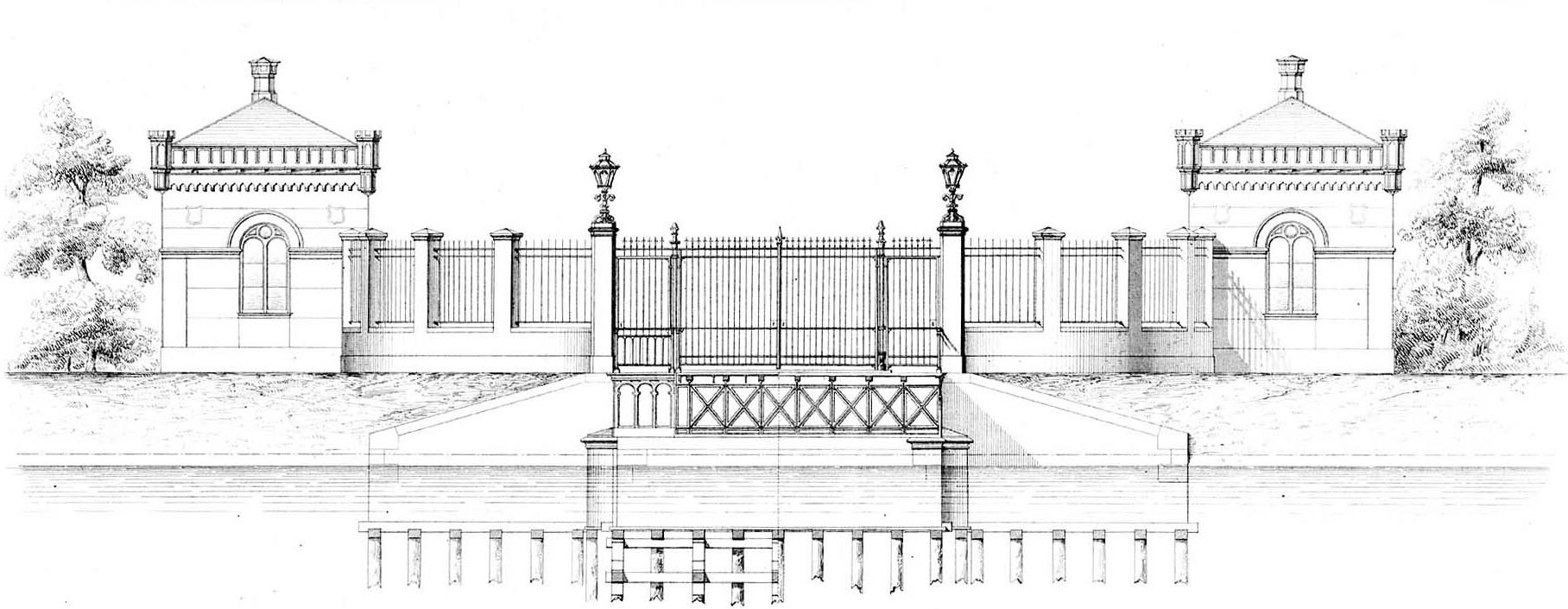
Utrechtse barrière met basculebrug, Amsterdam, vooraanzicht. 1858-1860.

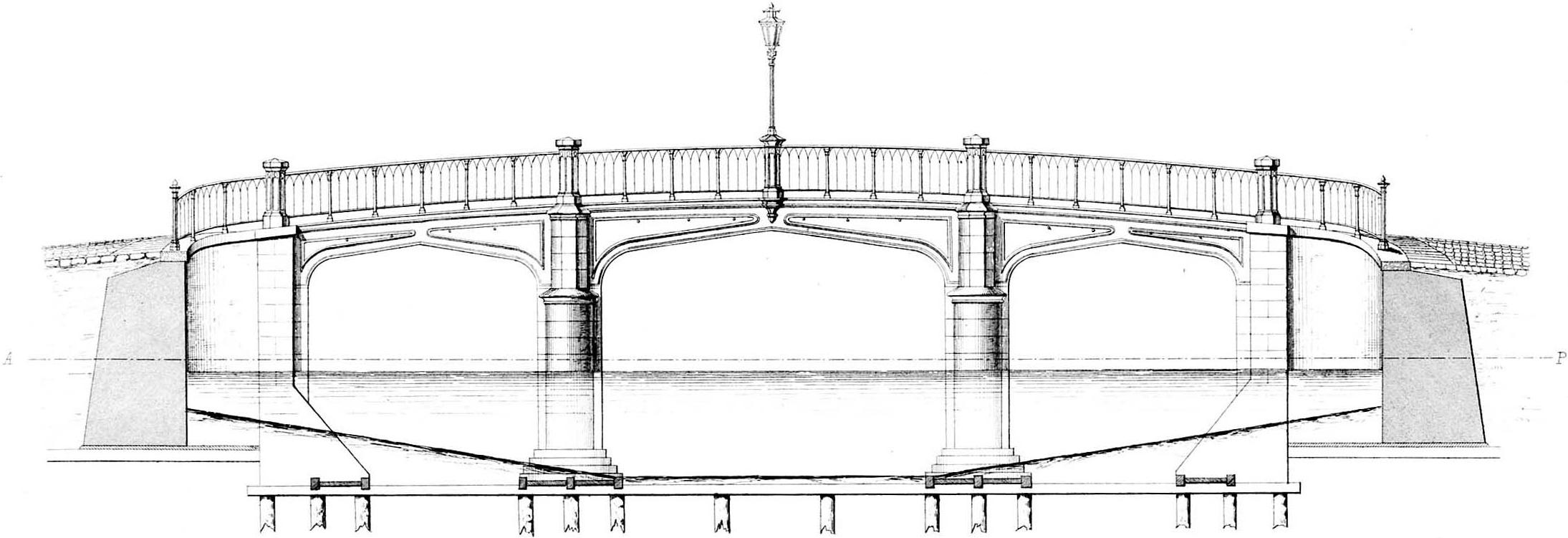
Brug 68, Amsterdam, zijaanzicht. 1860.

Toen in 1874 de nieuwe Stadsschouwburg voltooid werd, werd De Greef benoemd tot officier in de Orde van de Eikenkroon. Later werd hij ook benoemd tot ridder in de Orde van de Nederlandse Leeuw, vanwege zijn belangenloze directeurschap van het Entrepotdok. De Greef was echter wars van dit soort eerbetoon en droeg zijn onderscheidingen alleen, omdat het van zijn werkgevers moest. Voor zijn gouden jubileum, op 16 december 1884, kreeg hij dan ook geen gouden horloge of een zilveren pen, maar een verse lauwerkrans versierd met de kleuren van Amsterdam. In 1890 ging De Greef na een ambtstermijn van 56 jaar met pensioen. Hij werd opgevolgd door A.W. Weissman. Na een ziekbed van bijna zes maanden, overleed hij in zijn huis in Amsterdam. Hij werd begraven op begraafplaats Zorgvlied in het bijzijn van onder meer A.N. Godefroy en J.G. van Niftrik.

## Werken
- Brug 68, Prinsengracht/Leidsestraat, Amsterdam (verdwenen) (1860-1861).
- Agnietenkapel, Oudezijds Voorburgwal 231, Amsterdam (Restauratie Kok).
- Brandweerkazerne, Weesperplein, Amsterdam (1873).
- Binnengasthuis, Amsterdam (1875).
- Blauwbrug, Amsterdam (i.s.m. Willem Springer) (1883).
- Chemisch en Fysisch Laboratorium, Plantage Muidergracht 6, Amsterdam.
- Dubbele basculebrug Hogesluis (brug nr. 246) over Amstel, Amsterdam.
- Gebouw Algemene Dienst kop Oostelijke Handelskade, Amsterdam.
- Huis met de hoofden Keizersgracht 123, Amsterdam (restauratie 1909).
- Hydraulische centrale Oostelijke Handelskade, Amsterdam.
- Kraamkliniek Oude Turfmarkt 125, Amsterdam.
- Linnaeusschool OLS tweede klasse letter U Tweede Oosterparkstraat 225-227. Amsterdam.
- Linnaeusschool OLS voor jongens en meisjes derde klasse Tweede Oosterparkstraat 274-276, Amsterdam.
- Machinegebouw en Mastbok Oosterdoksluis, Amsterdam.
- Munttoren en Muntgebouw Muntplein, Amsterdam.
- OLS derde klasse voor meisjes Hugo de Grootschool Van Oldenbarneveldtstraat 40-42, Amsterdam.
- OLS eerste klasse no. 48 Eerste van Swindenstraat 511-581, Amsterdam.
- OLS eerste klasse no. 57 De Wittenstraat 25, Amsterdam.
- OLS eerste klasse no. 99 Derde Oosterparkstraat 271, Amsterdam.
- Openbare Armenschool no. 8 Planciusstraat, Amsterdam.
- Plan nieuwbouw Binnengasthuis (1873), Amsterdam.
- Politiebureau Jonas Daniël Meijerplein, Amsterdam.
- Rijksacademie Stadhouderskade 86, Amsterdam.
- School Binnenkant 39, Amsterdam.
- School Brouwersgracht 115, Amsterdam.
- School de Vluchtheuvel Frederiksplein 37, Amsterdam.
- School Kattenburgergracht 21-23, Amsterdam.
- School Lauriergracht 107, Amsterdam.
- School Nieuwe Kerkstraat 124, Amsterdam.
- School Reguliersgracht - Weteringschans, Amsterdam.
- School voor GLO no. 7 Eerste Nassaustraat 5-7, Amsterdam.
- School  Westerstraat 187, Amsterdam (1868).
- Stadsschouwburg Leidseplein, Amsterdam (1874).
- Twee Openbare Lagere Scholen eerste klasse no. 31 en 36 Zeeburgerdijk 21-23, Amsterdam.
- Utrechtse barrière met basculebrug, Amsterdam [verdwenen] (1858-1860).
- Van Houwelingenschool voor GLO Frederik Hendrikplantsoen 7a-b, Amsterdam.
- Vismarkt, Nieuwmarkt / Geldersekade, Amsterdam (1860-1861).
- Wachtkamergebouw Oudezijds Achterburgwal 235, Amsterdam.
- Woningbouwcomplex Dirk Hartoghstraat - Roggeveenstraat, Amsterdam.
- Woningbouwcomplex Dirk Hartoghstraat - van Heemskerckstraat, Amsterdam.
- Zaagmolenbrug, Amsterdam.